# Mot himlen...
Mot Himlen... är det första albumet av det svenska vikingarockbandet Njord. Albumet släpptes den 26 juli 2008 av Vikingarock Records.

## Låtlista
| Nr  | Titel                           | Längd |  |
| --- | ------------------------------- | ----- |  |
| 1.  | Intro                           | 1.36  |  |
| 2.  | Fornstora dagar                 | 3.40  |  |
| 3.  | Mot himlen...                   | 4.14  |  |
| 4.  | Den nya läran                   | 2.23  |  |
| 5.  | För alltid patriot              | 3.40  |  |
| 6.  | På vikingafärd                  | 2.14  |  |
| 7.  | Ragnarök                        | 3.16  |  |
| 8.  | The Vikings from the North      | 2.33  |  |
| 9.  | Stolt                           | 4.10  |  |
| 10. | Vikingablot                     | 3.18  |  |
| 11. | Landsfader                      | 3.27  |  |
| 12. | Gjallarhornet                   | 2.48  |  |
| 13. | Om vi för landet måste slåss... | 4.24  |  |

Medverkande:
Mathias Hellhoff - Sång & Gitarr

Daniel Eklund - Gitarr & Sång

Johanna Ersson - Bas

Patrik Björkmann - Trummor